# Consell d'Eivissa i Formentera 1991-1995
El Consell d'Eivissa i Formentera 1991-1995 fou el que és formà a la tercera legislatura de les Illes Balears després de les eleccions de 21 de maig de 1991 del Consell Insular d'Eivissa i Formentera

## Resultats electorals

### Eivissa
| ← Eleccions al Parlament de les Illes Balears, Eivissa 21 de juny de 1991 → |        |       |        |      |
| Circumscripció d'Eivissa (12 escons)                                        |        |       |        |      |
| Partit                                                                      | Vots   | %     | Escons | Dif. |
| Partit Popular (PP)                                                         | 14.656 | 49,49 | 7      | =    |
| Partit Socialista de les Illes Balears (PSIB-PSOE)                          | 9.422  | 31,82 | 4      | =    |
| Federació d'Independents d'Eivissa i Formentera (FIEF)                      | 2.468  | 8,33  | 1      | +1   |
| Entesa Nacionalista i Ecologista (ENE)                                      | 1.392  | 4,70  |        |      |
| Esquerra Unida (IU)                                                         | 735    | 2,48  |        |      |
| Centre Democràtic i Social (CDS)                                            | 444    | 1,50  |        | -1   |
| Plataforma Unitaria de Izquierdas (PUI)                                     | 259    | 0,87  |        |      |

A part, es varen recomptar 237 vots en blanc, que suposaven el 0,80% del total dels sufragis vàlids.

### Formentera
| ← Eleccions al Parlament de les Illes Balears, Formentera 21 de maig de 1991 → |      |       |        |      |
| Circumscripció de Formentera (1 escó)                                          |      |       |        |      |
| Partit                                                                         | Vots | %     | Escons | Dif. |
| Partit Socialista de les Illes Balears (PSIB-PSOE)                             | 960  | 40,39 | 1      | =    |
| Grup d'Independents de Formentera (GUIF)                                       | 692  | 29,11 |        |      |
| Partit Popular (PP)                                                            | 680  | 28,61 |        |      |
| Coalición Alianza por la República (AR)                                        | 10   | 0,42  |        |      |

A part, es varen recomptar 35 vots en blanc, que suposaven l'1,47% del total dels sufragis vàlids.

### Consellers electes
- Antoni Marí Calbet (PP)
- María Luisa Cava de Llano y Carrió (PP) (renuncia dia 8 de juny de 1993)
  - substituïda per Josep Marí Prats (15 de juny de 1993)
- Pere Palau Torres (PP)
- Joan Marí Tur (PP)
- Miquel Guasch Ribas (PP)
- Antoni Marí Ferrer (PP)
- Carmen Castro Gandasegui (PP)
- Vicent Tur Torres (PSIB-PSOE)
- Francesc Planells Costa (PSIB-PSOE)
- Joan Marí Serra (PSIB-PSOE)
- Encarnació Magaña Alapont (PSIB-PSOE)
- Cosme Vidal Juan (FIEF)
- Víctor Tur Ferrer (PSIB-PSOE)

## Consell Executiu
El Consell Executiu del Consell Insular d'Eivissa i Formentera és un òrgan col·legiat del govern insular integrat pel president del Consell, els vicepresidents i tots els consellers i les conselleres executives al qual correspon l'exercici de la funció executiva en relació amb les competències del Consell Insular, sens perjudici de les atribucions conferides a altres òrgans de govern.
Els departaments del Consell Insular d'Eivissa i Formentera són els òrgans en què s'organitza la institució i que es corresponen amb els diferents sectors de la seva activitat administrativa. Cada departament està dirigit per un conseller executiu o una consellera executiva, a qui corresponen les seves funcions respectives.
Al 1991 el president Antoni Marí Calbet nombra el seu segon organigrama.
| President: Antoni Marí Calbet (Aliança Popular) |

| 1991 |